# 馬斯托因峰
46°41′37″N 10°48′09″E / 46.69361°N 10.80250°E
馬斯托因峰（義大利語：Mastaunspitze），是意大利的山峰，位於該國西部，由博爾扎諾-南蒂羅爾自治省負責管轄，屬於奧茲塔爾阿爾卑斯山脈的一部分，海拔高度3,200米，人類在1854年首次登頂。